# 拉里维耶尔德科尔
拉里维耶尔德科尔（法語：La Rivière-de-Corps，法語發音：[la ʁivjɛʁ də kɔʁ]），法国东北部城市，大东部大区奥布省的一个市镇，隶属于特鲁瓦区，其市镇面积为7.26平方公里，2022年1月1日时人口数量为3,681人，在法国城市中排名第3,084位。
拉里维耶尔德科尔位于奥布省中西部，省会特鲁瓦市区西侧，是特鲁瓦的一个近郊卫星城，特鲁瓦公交1路直通其境内。

## 地名来源
“拉里维耶尔德科尔”一名的来源尚存在争议，其中“Corps”可能与公元451年的沙隆战役有关，此战使得大批西哥特士兵身亡，当地一度横尸遍野、血流成河，故名；“Corps”亦有可能为当地的河岸的统称。

## 历史
拉里维耶尔德科尔的早期历史尚不清楚。根据特鲁瓦城市圈公共社区官方网站的论述，拉里维耶尔德科尔的聚落形成与当地维埃纳河（la Vienne）附近的沼泽有关。中世纪时，拉里维耶尔德科尔长期为一处普通农业村落，其中河流附近出现了多处果园。法国大革命后，拉里维耶尔德科尔成为奥布省的一个市镇。直至20世纪中期，拉里维耶尔德科尔尚为一个人口不足一千的普通农业村落。自20世纪60年代以来，得益于特鲁瓦的城市扩张，拉里维耶尔德科尔人口数量快速增加，当地兴建了多处居民街区。

## 地理

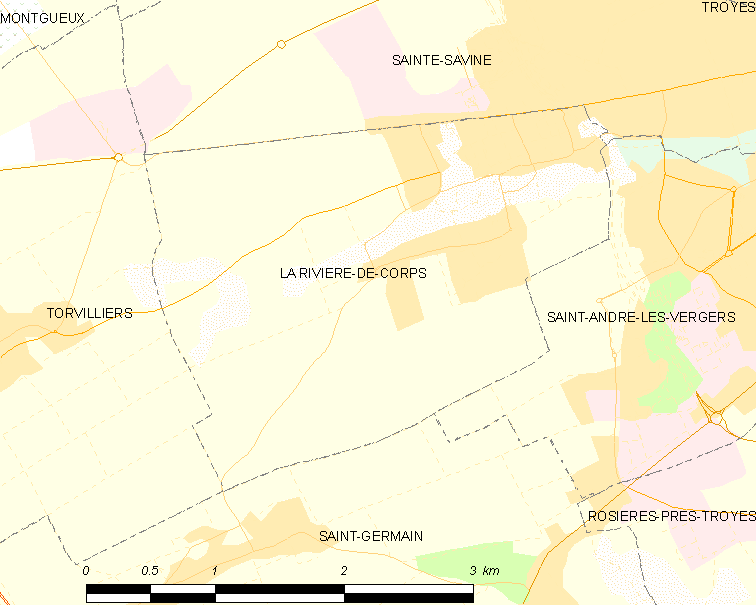
拉里维耶尔德科尔市镇范围地图

拉里维耶尔德科尔位于法国东北部，大东部大区西南部和奥布省中西部，距离省会特鲁瓦大约4公里。与拉里维耶尔德科尔接壤的市镇包括：圣日耳曼、圣萨维娜、圣安德烈莱韦尔热和托尔维利耶。

### 地形
拉里维耶尔德科尔位于白垩香槟与奥特地区的过渡地带，境内以平原为主，市镇中心地势较为平坦，全境海拔在108到136米之间。

### 水文
拉里维耶尔德科尔位于塞纳河流域范围内，维埃纳河（la Vienne）自西向东流经镇中心。

### 植被
拉里维耶尔德科尔属于温带阔叶混交林区，林地多集中于河流附近。
在鲜花城市的评比中，拉里维耶尔德科尔被评为2星级鲜花城市。

### 气候
拉里维耶尔德科尔在柯本气候分类法中属于带有一定大陆性气候特征的温带海洋性气候（Cfb）。

## 行政区划
拉里维耶尔德科尔的市镇编号为10321，邮政编号为10440。
在行政管理方面，拉里维耶尔德科尔隶属于法国大东部大区奥布省特鲁瓦区；在地方选举方面，拉里维耶尔德科尔隶属于圣安德烈莱韦尔热县，其市镇范围全境被划入奥布省第三选区；在社会管理方面，拉里维耶尔德科尔是特鲁瓦香槟都会城市圈公共社区的办公驻地。
截至2024年2月，拉里维耶尔德科尔市镇范围内暂无任何城市敏感街区及城市政策优先街区。
法国国家统计与经济研究所（简称）在进行数据统计时，将拉里维耶尔德科尔及相邻的另外17个市镇设为特鲁瓦城市核心区，并将包括核心区在内的周边共147个市镇划为特鲁瓦城市区。自2020年起，特鲁瓦城市区被包含209个市镇的特鲁瓦城市辐射区代替。此外，还将拉里维耶尔德科尔市镇整体看作一个“块区”（IRIS），以便于统计人口分布情况。

## 交通

### 公路
奥布省省道D53线、D53a线、D94线、D94b线和D660线在拉里维耶尔德科尔境内交汇。
2020年，91.4%的拉里维耶尔德科尔家庭拥有至少一辆私人汽车。2021年，拉里维耶尔德科尔境内共发生各类交通事故5起，造成5人受伤，其中2人重伤。
| 20 | 5.5 |

| 特鲁瓦 | 4.8 |

| 桑斯 | 61 |

| 圣萨维娜 | 2.9 |

### 铁路
距离拉里维耶尔德科尔最近的客运铁路车站为4公里外的特鲁瓦站。该站停靠往返于巴黎和米卢斯之间的区域列车，另有部分车次可直通第戎。

### 航空
拉里维耶尔德科尔距离香槟沙隆（巴黎-瓦特里）机场的公路里程大约64公里。

### 城市公共交通
拉里维耶尔德科尔是特鲁瓦城市公共交通（商业名称为）的服务覆盖范围。截至2024年2月，该系统共包括数十条公交线路，其中1路、22路、23路、29路和35路经过拉里维耶尔德科尔。

## 政治

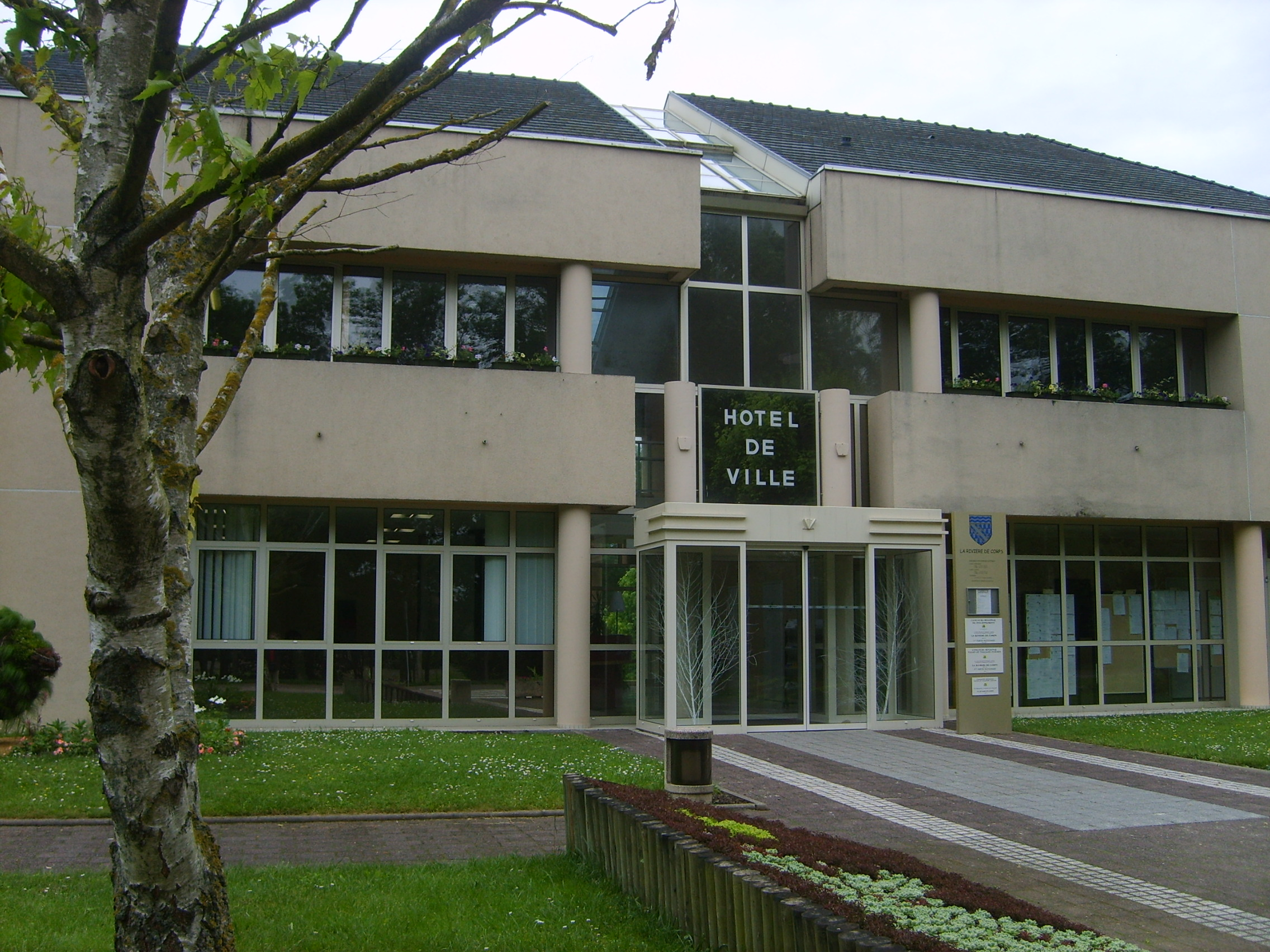
拉里维耶尔德科尔市政厅

拉里维耶尔德科尔的现任市长为克里斯托夫·绍马先生（Christophe CHOMAT），他是一名无党派人士，在2020年的市政选举中获得了57.75%的支持率。
在2022年的法国总统大选的第二轮选举中，法国第25任总统埃马纽埃尔·马克龙在拉里维耶尔德科尔获得了60.77%的支持率。

## 人口
2020年，拉里维耶尔德科尔市镇人口数量为3,621，在法国排名第3,084位。其中男性1,726人，女性1,895人，75岁及以上人口占10.0%，外籍人口数量为108人，人口密度为499人/平方公里，当地居民被称为（男性）或（女性）。Nssces(2022)年，拉里维耶尔德科尔境内出生27人，死亡人口52人。
| 拉里维耶尔德科尔1901年－2021年人口变化情况 |
|                                            |
| 数据来源：Cassini、INSEE                   |

## 经济
截至2024年2月，拉里维耶尔德科尔市镇范围内共有各类用人单位（包含自雇）422家，平均历史为15年，其中.%为中小型企业（PME），2023年12月至2024年2月间，当地的经济活力指数为0.84%。（纺织布料）、（暖通工程）及（理财）是当地2021年营业额最高的三个企业，分别为5,785,696欧元、310,743欧元和284,031欧元。

## 财政与居民收入
2021年，拉里维耶尔德科尔的财政收入总额为3,001,160欧元，财政支出总额为2,564,030欧元，当年的债务总额为1,104,760欧元。2021年，拉里维耶尔德科尔市镇通过增值税获得57,130欧元的收入，此外当地还共获得了10,220欧元的国家直接财政补助。
| 拉里维耶尔德科尔居民收入情况                     | 拉里维耶尔德科尔居民收入情况 | 拉里维耶尔德科尔居民收入情况 | 拉里维耶尔德科尔居民收入情况 |
| 内容                                             | 拉里维耶尔德科尔             | 法国                         | 统计年份                     |
| ------------------------------------------------ | ---------------------------- | ---------------------------- | ---------------------------- |
| 征税家庭总数                                     | 1,530                        | 1,081（法国市镇平均）        | 2022年                       |
| 居民平均月收入                                   | 2,629欧元                    | 2,435欧元                    | 2022年                       |
| 高级职员人均月收入                               | 4,139欧元                    | 4,331欧元                    | 2021年                       |
| 中级职员人均月收入                               | 3,028欧元                    | 2,470欧元                    | 2021年                       |
| 普通职员人均月收入                               | 1,855欧元                    | 1,801欧元                    | 2021年                       |
| 贫困率                                           | 0%                           | 14.5%                        | 2020年                       |
| 青壮年（15至64岁）失业率                         | 6.9%                         | 7.4%                         | 2020年                       |
| 征税家庭数量占比                                 | 54.3%                        | 45.5%                        | 2020年                       |
| 家庭年均纳税                                     | 4,427欧元                    | 4,393欧元                    | 2022年                       |
| 资料来源：INSEE、L'Internaute、Le Journal du Net |                              |                              |                              |

## 社会事务

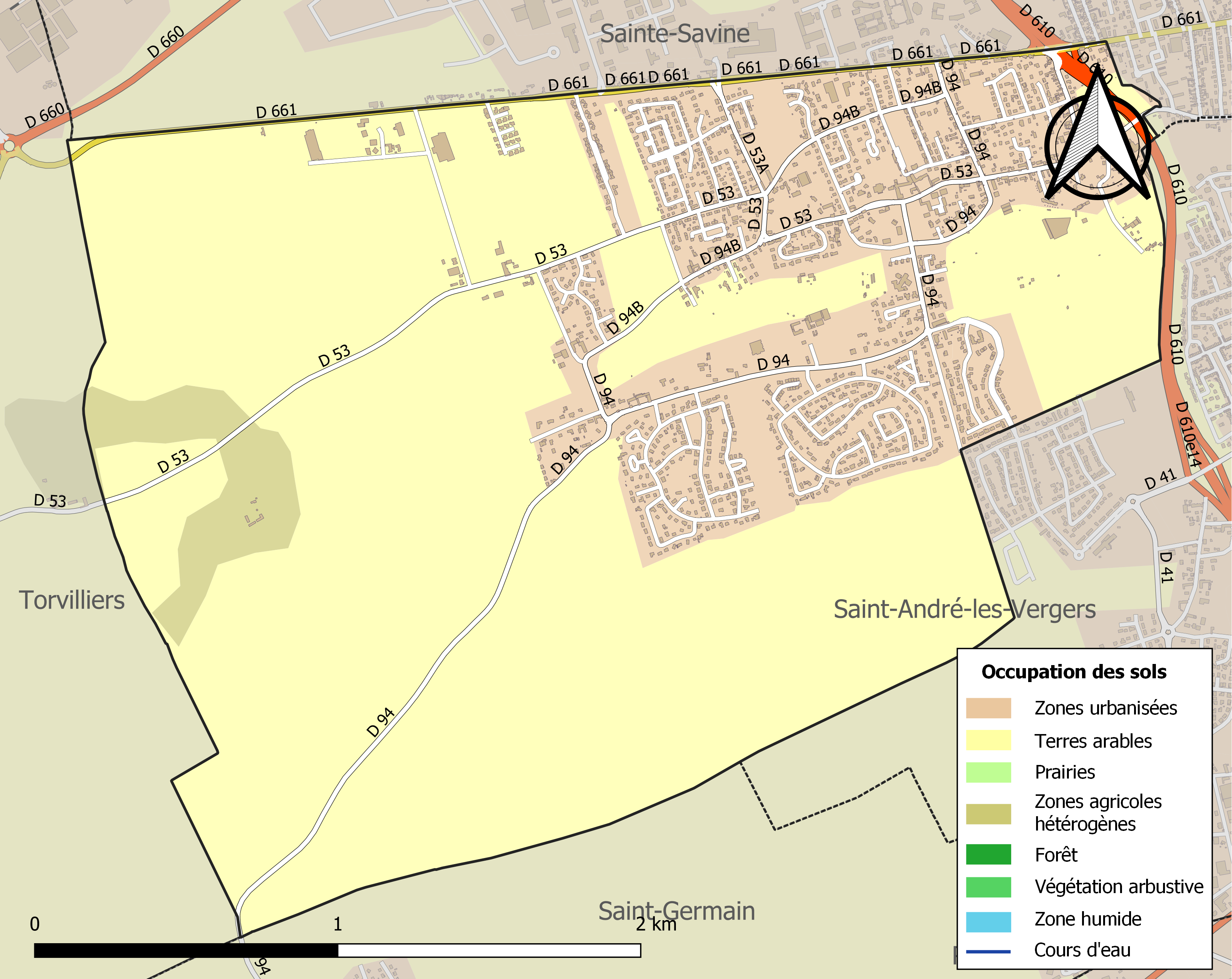
拉里维耶尔德科尔土地利用情况地图

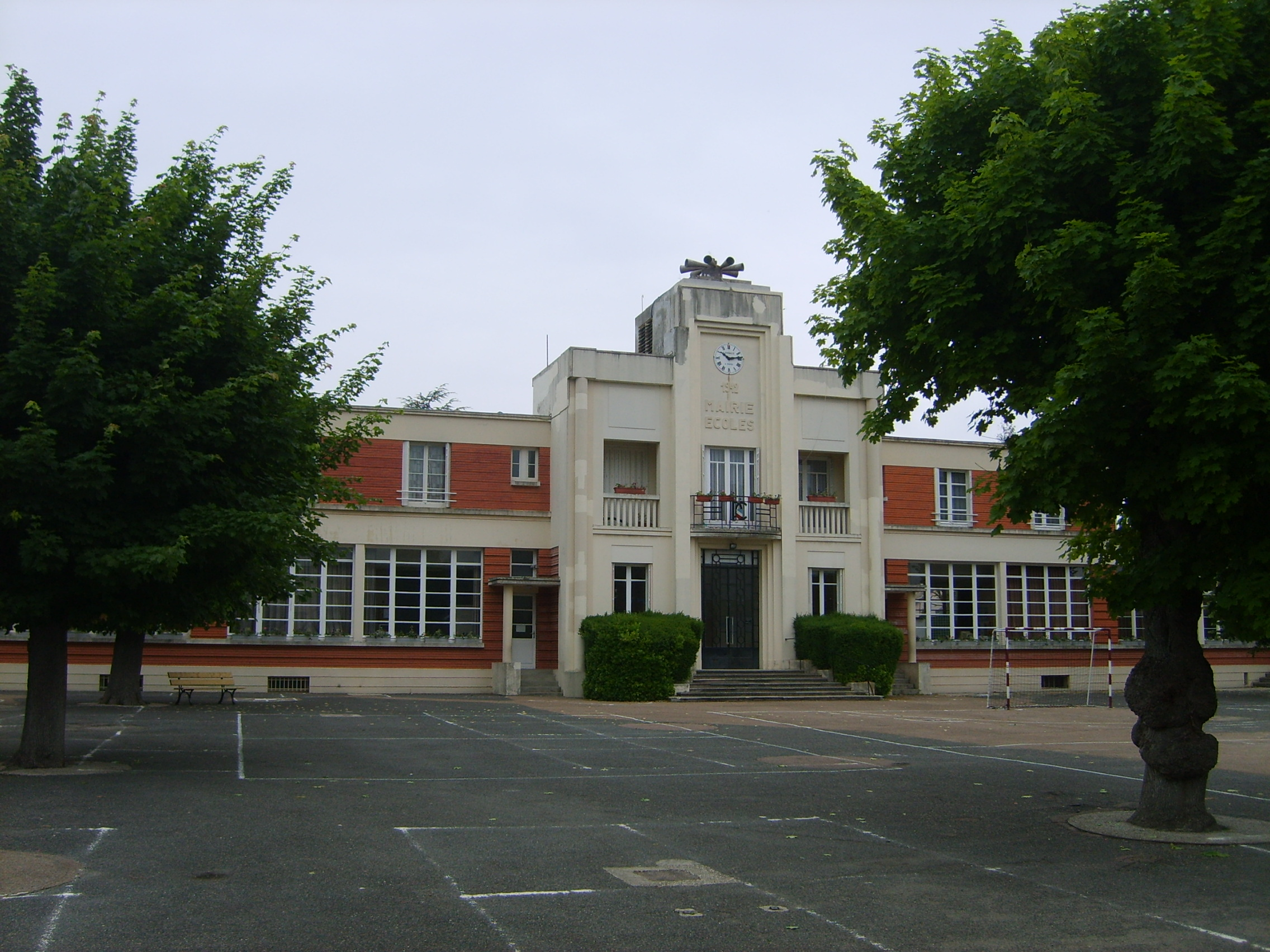
拉里维耶尔德科尔中心小学

### 教育
拉里维耶尔德科尔属于兰斯学区。截至2021年1月1日，拉里维耶尔德科尔境内共有1所小学。

### 医疗
截至2021年1月1日，拉里维耶尔德科尔境内共有全科医生4名、保健师5名、护士5名和助产士1名。境内共有药房1家、养老院1家。
距离拉里维耶尔德科尔最近的区域性医疗机构为特鲁瓦中心医院（Centre Hospitalier de Troyes），其主病区西蒙娜·韦伊医院（Hôpital Simone Veil）位于特鲁瓦市区南部，距离拉里维耶尔德科尔市区的正常车程大约9分钟，该院设有床位627个，是奥布省规模最大的公立综合性医院。

### 住房
2020年，拉里维耶尔德科尔境内共有各类住房1,585套，其中88.1%为独立式住宅，11.9%为集中式住宅。常住房屋占拉里维耶尔德科尔市镇范围内居民建筑总量的96.3%。
在住房保障政策方面，2022年，拉里维耶尔德科尔境内共有152户家庭获得了住房经济补助，受益人数占总人口数量的5.2%，其中143份为房租补助。

### 商业
2021年，拉里维耶尔德科尔境内共有各类实体商铺57家，其中餐厅2家、杂货店2家、面包房1家、肉铺1家、书店1家、装饰品店1家、美容美发店6家、汽车维修店3家。拉里维耶尔德科尔镇中心建有一家Vival便民超市。

### 体育
2021年，拉里维耶尔德科尔境内共有8处网球场、1处马术场、2处足球或橄榄球场以及1处篮球或排球场。
截至2024年2月，拉里维耶尔德科尔境内暂无任何注册足球俱乐部。

### 环境
拉里维耶尔德科尔的环境事务由其所属的特鲁瓦香槟都会城市圈公共社区联合各级政府协调负责。2021年，拉里维耶尔德科尔境内暂无污染企业。

### 治安
拉里维耶尔德科尔及其附近的共11个市镇是特鲁瓦警区（zone police de Troyes）的管辖范围。2020年，该警区累计记录各类案件6,739起，其中盗窃类案件3,122起，经济类案件1,017起，毒品交易类案件358起。

## 文化

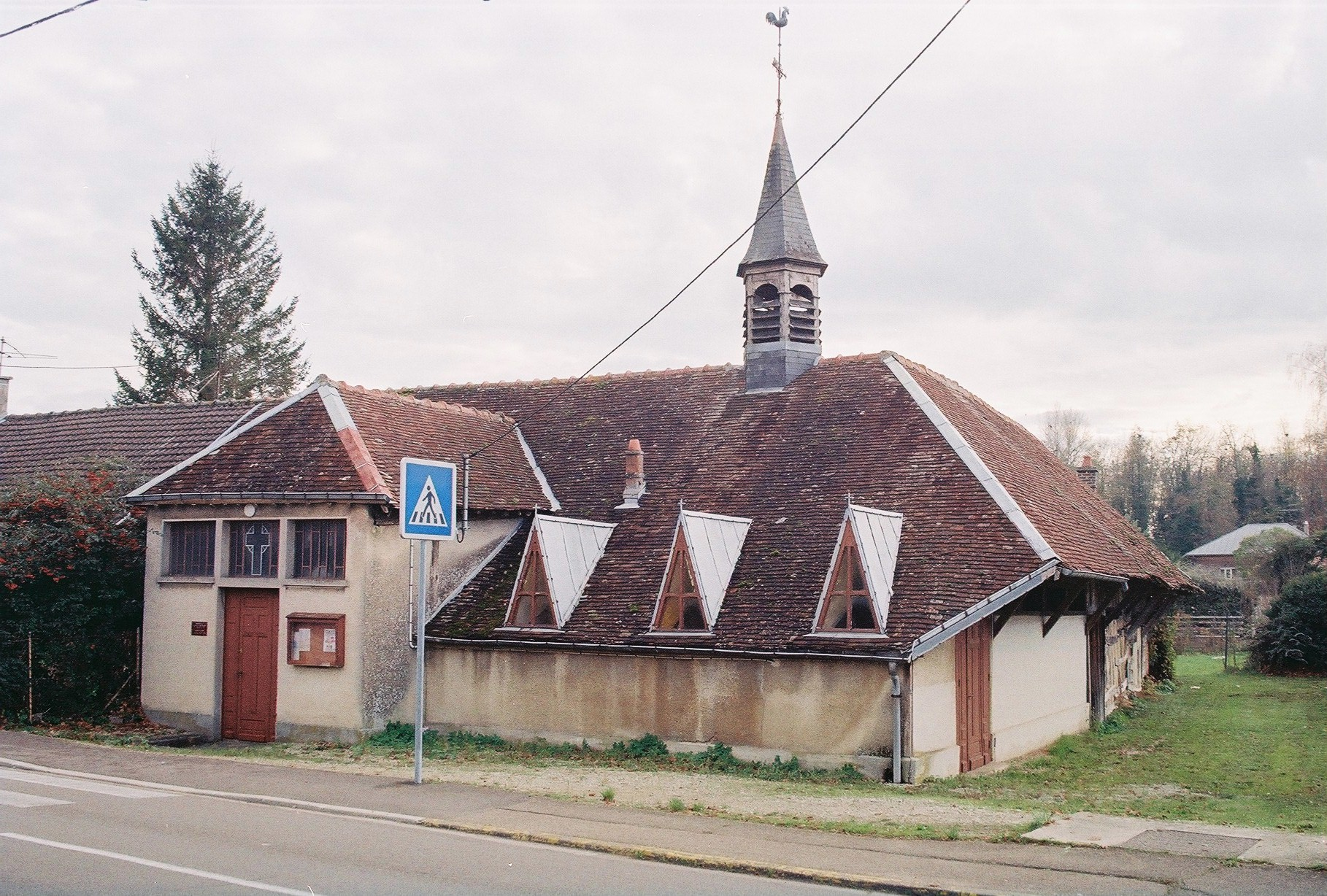
耶稣之子圣泰蕾斯小教堂

2021年，拉里维耶尔德科尔境内暂无任何文化设施。

### 建筑
拉里维耶尔德科尔镇中心的耶稣之子圣泰蕾斯小教堂（Église Sainte-Thérèse-de-l'Enfant-Jésus de La Rivière-de-Corps）是当地的地标性建筑物，此外当地大部分建筑建于二战以后。

### 旅游
拉里维耶尔德科尔的旅游事务由其所属的特鲁瓦香槟都会城市圈公共社区联合各级政府协调负责。2023年，拉里维耶尔德科尔境内暂无任何游客接待设施。

### 媒体
法国主要的媒体均可在拉里维耶尔德科尔接收，法国电视三台下属的大东部大区频道在部分时段播出拉里维耶尔德科尔所在奥布省的地方新闻。Canal 32电视台、香槟广播、蓝色法兰西香槟-阿登广播、《东部光明报》等是当地主要的地方性媒体。

## 友好城市
截至2024年2月，拉里维耶尔德科尔共与一座城市建立了友好城市关系：
- 德国 布龙巴赫塔尔